# 永丰路 (宁波)
永丰路是浙江省宁波市位于姚江西南岸一条街道。街道建成于民国年间，原址为宁波老城城墙，在“隋城垣，兴市政”运动中被改建成环城马路。永丰路始于解放桥西端，止于永丰北路与望京路路口，全长1公里。道路名称来源与旧时位于道路北端的永丰门，文革时期曾更名为遵义路，后改为现名。沿线的主要建筑有宁波最早的西医医院华美医院（现为宁波市第二医院）和著名商人虞洽卿创办的宁波最早的发电厂永耀电力公司（现为宁波市电业局）。